# Datonglong
Datonglong (лат.) — род травоядных орнитоподовых динозавров надсемейства Hadrosauroidea из мела Азии. Типовой и единственный вид Datonglong tianzhenensis назван и описан Xu и коллегами в 2016 году. Имя рода дано по названию городского округа Датун, где были обнаружены остатки динозавра и китайского слова «long», что значит «дракон». Видовое имя дано по названию уезда Тяньчжэнь городского округа Датун.

## История исследования
Голотип SXMG V 00005, представляющий собой почти полную правую зубную кость с зубами, был найден в 2008 году в слоях формации Huiquanpu, датированных верхнемеловой эпохой, провинция Шаньси, Китай.

## Описание
Datonglong — это продвинутый негадрозавридовый гадрозавроид, диагностируемый по одной аутапоморфии — с окклюзионной стороны в средней и задней части зубной кости по два функциональных зуба занимают одну альвеолу, — и следующим рядом уникального сочетания признаков в развитии гребней на язычной поверхности коронок дентарных зубов: 1) главный гребень смещён дистально; 2) хорошо развитый вторичный гребень; 3) дополнительные гребни отсутствуют; 4) слегка изогнутая дистально верхняя часть главного гребня.

## Систематика
В эволюции гадрозавроидов прослеживалась чёткая тенденция к миниатюризации зубов. У относительно примитивных таксонов, таких как Jinzhousaurus, Equijubus, Xuwulong, Probactrosaurus, Eolambia, Protohadros, Levnesovia, дентарные зубы большие и щитообразной формы. У Datonglong же, а также у Bactrosaurus, Gilmoreosaurus, Nanningosaurus, Zhanghenglong, Tethyshadros, Telmatosaurus и гадрозаврид, дентарные зубы миниатюрные, а боковые стенки альвеол узкие и параллельные друг другу. Надо заметить, у Probactrosaurus и Levnesovia зубы большие и щитообразной формы, а боковые стенки альвеол узкие и параллельные друг другу.
У всех гадрозаврид главный гребень на язычной поверхности коронок дентарных зубов расположен посередине. У Zhanghenglong главный гребень находится или посередине, или слегка смещён дистально. У Datonglong, как и у всех других известных гадрозавроидов, главный гребень смещён дистально. Таким образом, Datonglong, возможно, по этому признаку базальнее Zhanghenglong.
Datonglong, как и Telmatosaurus, имеет два гребня на язычной поверхности коронок дентарных зубов. У Protohadros, Levnesovia, Bactrosaurus и Tethyshadros имеется по три гребня или больше, а у Gilmoreosaurus, Eolambia и Claosaurus — только один. У Datonglong вторичный гребень развит сильнее, чем у Telmatosaurus. Таким образом, по числу гребней Datonglong, вероятно, базальнее Gilmoreosaurus, но продвинутее Bactrosaurus.
Также в эволюции гадрозавроидов менялось направление наклона венечного отростка от каудального к вертикальному и, наконец, к ростральному. У Shuangmiaosaurus венечный отросток отклонён в каудальном направлении, у Datonglong он в основном направлен вертикально, а у Nanningosaurus отросток отклонён в ростральном направлении. Таким образом, по этому признаку Datonglong, возможно, продвинутее Shuangmiaosaurus, но базальнее Nanningosaurus. Хотя, возможно, у Nanningosaurus такое же, как у гадрозавридов, направление венечного отростка развилось конвергентно.
У базальных гадрозавроидов, таких как Jinzhousaurus в каждой альвеоле имеется только один функциональный зуб. У более продвинутых представителей надсемейства, таких как Equijubus, Xuwulong, Probactrosaurus, Eolambia, Bactrosaurus, Gilmoreosaurus, Tethyshadros, в средней части зубной кости могут встречаться по два зуба на альвеолу, а у Zhanghenglong одна альвеола в середине зубной кости имеет третий функциональный зуб, хотя на ростральной и каудальной частях кости в альвеолах находится по одному зубу. У Telmatosaurus и гадрозаврид третий функциональный зуб имеется в нескольких альвеолах. Таким образом, Datonglong, имея в альвеолах средней и каудальной частях зубной кости по два функциональных зуба, скорее всего, представляет собой продвинутого негадрозавридового гадрозавроида.